# No Pelo 360º (Ao Vivo em Goiânia)
No Pelo 360º é um EP da dupla sertaneja Hugo & Guilherme, lançado em 4 de setembro de 2022. O EP foi lançado apenas com duas faixas, sendo elas medley juntando clássicos, extraídas do festival de mesmo nome, gravado em abril de 2022 em Goiânia, com participações de Fred & Fabrício, Murilo Huff e Luiz Carlos, vocalista do grupo de pagode Raça Negra. O festival fez parte da turnê de divulgação do álbum Próximo Passo, tanto que, no YouTube, se encontram vídeos do mesmo dia do evento, com a dupla cantando músicas do álbum.

## Lista de faixas
| N.º            | Título                                                                           | Compositor(es)                                                                | Participação especial       | Duração |  |
| 1.             | "Se Não Tivesse Ido (Si No Hubieras Ido) / Frio da Madrugada / Mensagem Pra Ela" | Marco Antonio Solís (versão: Bruno ) Pinocchio César Menotti / Geraldo Campos | Murilo Huff Fred & Fabrício | 5:38    |  |
| 2.             | "É Tarde Demais / Cheia de Manias"                                               | Luiz Carlos / Elias Muniz Luiz Carlos                                         | Raça Negra                  | 5:21    |  |
| Duração total: | Duração total:                                                                   | Duração total:                                                                | Duração total:              | 10:59   |  |